# Lebiasina ortegai
Lebiasina ortegai är en fiskart som beskrevs av Ardila Rodríguez 2008. Lebiasina ortegai ingår i släktet Lebiasina och familjen Lebiasinidae. Inga underarter finns listade i Catalogue of Life.